# قوائم المطارات
فيما يلي قائمة مطارات العالم:
- المطارات حسب الدولة: طالع تصنيف:قوائم مطارات حسب البلد
- المطارات حسب المنطقة: طالع تصنيف:مطارات حسب المدينة
- مطارات مسماة على أسماء أشخاص: طالع مطارات مسماة على أسماء أشخاص
- قوائم تأسيسات عسكرية
- قوائم أكثر مطارات العالم ازدحاما:
  - قائمة أزحم مطارات العالم حسب حركة المرور
  - قائمة أزحم مطارات العالم حسب حركة الشحن
  - قائمة أكبر مطارات العالم حسب حركة الركاب
  - أكثر مطارات العالم ازدحاما حسب حركة المسافرين دوليا